# Episodi di Psych (sesta stagione)
La sesta stagione della serie televisiva Psych è stata trasmessa in prima visione negli Stati Uniti d'America da USA Network dal 12 ottobre 2011 all'11 aprile 2012.
In Italia la stagione è stata trasmessa in prima visione sul canale a pagamento Joi dal 6 gennaio al 3 luglio 2012, mentre in chiaro è stata trasmessa da TOP Crime dal 3 al 12 settembre 2013.
| nº | Titolo originale                                                   | Titolo italiano                               | Prima TV USA     | Prima TV Italia  |
| -- | ------------------------------------------------------------------ | --------------------------------------------- | ---------------- | ---------------- |
| 1  | Shawn Rescues Darth Vader                                          | Immunità diplomatica                          | 12 ottobre 2011  | 6 gennaio 2012   |
| 2  | Last Night Gus                                                     | Vuoto di memoria                              | 19 ottobre 2011  | 13 gennaio 2012  |
| 3  | This Episode Sucks                                                 | Una vampira...molto poco vampira              | 26 ottobre 2011  | 20 gennaio 2012  |
| 4  | The Amazing Psych Man and Tap-Man, Issue #2                        | Una coppia di supereroi                       | 2 novembre 2011  | 27 gennaio 2012  |
| 5  | Dead Man's Curve Ball                                              | Shawn scende in campo                         | 9 novembre 2011  | 3 febbraio 2012  |
| 6  | Shawn, Interrupted                                                 | È pazzo o no?                                 | 16 novembre 2011 | 10 febbraio 2012 |
| 7  | In for a Penny...                                                  | Padre e figlia                                | 30 novembre 2011 | 17 febbraio 2012 |
| 8  | The Tao of Gus                                                     | Ritorno alla natura                           | 7 dicembre 2011  | 24 febbraio 2012 |
| 9  | Neil Simon's Lover's Retreat                                       | Un weekend da adulti                          | 14 dicembre 2011 | 2 marzo 2012     |
| 10 | Indiana Shawn and the Temple of the Kinda Crappy, Rusty Old Dagger | Indiana Shawn alla ricerca del tesoro segreto | 29 febbraio 2012 | 12 giugno 2012   |
| 11 | Heeeeere's Lassie                                                  | Trappola per Lassie                           | 7 marzo 2012     | 19 giugno 2012   |
| 12 | Shawn and the Real Girl                                            | Shawn e la ragazza del reality                | 14 marzo 2012    | 19 giugno 2012   |
| 13 | Let's Doo-Wop It Again                                             | Lotta alle gang                               | 21 marzo 2012    | 26 giugno 2012   |
| 14 | Autopsy Turvy                                                      | Un'insolita autopsia                          | 28 marzo 2012    | 26 giugno 2012   |
| 15 | True Grits                                                         | Scheletri nell'armadio                        | 4 aprile 2012    | 3 luglio 2012    |
| 16 | Santabarbaratown                                                   | La verità è un fardello pesante               | 11 aprile 2012   | 3 luglio 2012    |

## Immunità diplomatica
- Titolo originale: Shawn Rescues Darth Vader
- Diretto da: Steve Franks
- Scritto da: Steve Franks

### Trama
2011: Shawn accetta un incarico su commissione di un ragazzino e si introduce nella residenza dell'ambasciatore britannico Richard Fanshaw al fine di recuperare un modellino di Dart Fener sottratto dal nipote di questi al giovane cliente. Scoperto dalle guardie, nel tentativo di fuggire, Shawn trova il cadavere di una giovane diplomatica proprio nella camera da letto dell'ambasciatore e finge di aver avuto una visione sull'accaduto.
Sebbene da una parte l'eccessiva accuratezza della "divinazione" insospettisca molte persone e metta a repentaglio la credibilità del ragazzo, dall'altra l'ambasciatore, colpito dalle capacità del "sensitivo", assume lui e Gus per indagare, fornendo loro l'immunità diplomatica.
Pur rischiando seriamente di rimanere compromesso, Shawn riesce infine a smascherare il vero colpevole dell'omicidio: l'assistente del senatore, il quale si era reso colpevole di un omicidio avvenuto undici anni prima e sul quale la diplomatica uccisa stava finalmente per far luce scagionando il ragazzo ingiustamente accusato del crimine, Colin Hennessey.
Intanto Lassiter, infuriato per il segreto tenutogli da Jules e Shawn riguardo al loro rapporto, sottopone prima l'una e poi l'altro alla macchina della verità, ottenendo l'esasperata confessione della prima. In seguito, dopo aver inutilmente tentato di far luce sulle sue doti da sensitivo, riceve da Shawn la conferma della serietà delle sue intenzioni nei confronti della detective, cosa che lo porta ad accettare la relazione tra i due dopo aver minacciato il ragazzo di morte nel caso in futuro la ferisca.
1991: Henry insegna a Shawn come riuscire a ingannare la macchina della verità autoconvincendosi delle proprie menzogne.
- Altri interpreti: Malcolm McDowell (ambasciatore Richard Fanshaw), Polly Walker (Randa), Skyler Gisondo (Shawn da bambino), Kurt Fuller (Woody il coroner), Charlie Carrick (Colin Hennessey), John Emmett Tracy (Charles Wignall), Matthew Gumley (muratore), Adam Beauchesne (valletto).
- Ascolti USA: telespettatori 3 000 000[1].
- Nota. Questo è il primo episodio in cui il flashback non si trova in apertura, bensì alla conclusione della vicenda narrata.

## Vuoto di memoria
- Titolo originale: Last Night Gus
- Diretto da: Andy Berman
- Scritto da: Andy Berman

### Trama
2011 (oggi): Shawn, Gus, Lassiter e Woody, dopo aver festeggiato in un bar il pensionamento del detective Jim Dubois, si risvegliano nell'ufficio della Psych, con un vuoto di memoria riguardo agli eventi della notte precedente e ridotti in uno stato sospetto: a Gus è stata ammaccata l'auto, Shawn indossa dei sandali che non sono suoi, Woody ha della polvere bianca sul mento, Lassiter ha un occhio nero e trova la sua pistola nell'acquario alleggerita di tre pallottole.
Nel momento in cui viene rinvenuto il corpo di un uomo che essi hanno conosciuto alla festa e di cui non hanno memoria, sospettando di essere coinvolti nella sua morte i quattro tentano di ricostruire gli eventi tramite flashback; nel frattempo Henry si sveglia nella stanza di un motel senza pantaloni e Jules rivela a Shawn che la notte precedente le ha chiesto di andare a convivere. Sconvolto il ragazzo le rivela dell'amnesia, coinvolgendola nelle indagini e riuscendo finalmente a chiarire quanto accaduto.
2011 (ieri): Shawn, Gus, Lassiter, Woody e Henry incontrano un detective privato alla festa e ubriacatisi decidono di aiutarlo nel pedinamento di una donna sposata accusata di tradimento dal marito. Giunti a un negozio di ciambelle dove la donna si incontra con l'amante, il gruppo perde nitidezza sull'obbiettivo: Woody lecca lo zucchero da tutte le ciambelle; Gus, Shawn e l'uomo appena conosciuto si scambiano i vestiti e i telefoni prima di investire l'insegna del locale ammaccando l'auto di Gus mentre Lassiter si fa coinvolgere in una rissa e spara tre colpi alla suddetta insegna, e Henry giunge al motel dove i due amanti passano la notte finendo per addormentarvisi a sua volta.
2011 (oggi): Le indagini del finto sensitivo fanno tuttavia emergere che un noto rapinatore di nome Leroy Jenkins era stato ripreso nelle foto scattate dal gruppo in quanto amante della pedinata, e pur di rimettere le mani sul cellulare in cui si trovano tali immagini fa sedurre Gus dalla figlia (colpevole di averli drogati la sera prima allo stesso fine ma ottenendo il solo risultato di causar loro l'amnesia). La situazione viene tuttavia risolta dal gruppo di detective e i due criminali arrestati.
Shawn e Jules concordano che è troppo presto per convivere, sebbene si dicano entrambi intenzionati a effettuare, un giorno, tale svolta.
- Altri interpreti: Sage Brocklebank (Buzz McNab), Kurt Fuller (Woody il coroner), Jessica Lucas (Lilly Jenkins), Kyle Cassie (barista), Patrick Carr (Jim Dubois), Whit Hertford (Donald), Peter Kent (Leroy Jenkins), Ed Lover (se stesso), David Allan Pearson (ragazzo hawaiiano), David Scheelar (Scott Williams), Ken Lawson (manager del motel), Jeff Hiller (Dwayne), Rick Faraci (negoziate).
- Ascolti USA: telespettatori 2 480 000[2].
- Nota. È l'undicesimo episodio privo di flashback iniziale, nonché un tributo al film Una notte da leoni.[senza fonte]

## Una vampira... molto poco vampira
- Titolo originale: This Episode Sucks
- Diretto da: James Roday
- Scritto da: James Roday e Todd Harthan

### Trama
2011: Dopo una giornata dura al lavoro, Lassiter si reca in un bar per ubriacarsi, qui conosce e si innamora di una donna di nome Marlowe, la quale, nel bel mezzo della serata, sparisce lasciandolo ossessionato dall'idea di ritrovarla.
Quando il mattino seguente viene rinvenuto un cadavere completamente dissanguato e recante dei segni su polsi e collo, Shawn teorizza che il colpevole sia un vampiro. Essendo Lassiter troppo preso dalla ricerca di Marlowe per curarsene, il "sensitivo" porta avanti l'indagine seguendo la strampalata pista grazie al sostegno di Gus e di una poco convinta Jules.
Nel momento in cui Lassiter riesce finalmente a ritrovare Marlowe (scoprendo che il motivo della sua fuga era l'agitazione derivatagli dai sentimenti provati e ricambiati) la donna viene arrestata: le indagini degli altri tre detective evidenziano un collegamento con gli omicidi.
Il vero colpevole tuttavia si rivela essere Adrian, il fratello della donna, che, affetto da un morbo del sangue e privato dell'assicurazione medica, ha dapprima rubato campioni di plasma dalla banca del sangue, e in seguito aggredito le persone recanti il suo stesso gruppo sanguigno. Lassiter riuscirà a neutralizzare l'uomo e arrestarlo, avendo inoltre la conferma che Marlowe lo aveva aiutato unicamente nei suoi furti.
Sollevato dalla notizia, Lassiter si reca da Marlowe in prigione affermando che l'aspetterà fino alla fine della sua breve condanna.
- Altri interpreti: Sage Brocklebank (Buzz McNab), Kurt Fuller (Woody il coroner), Kristy Swanson (Marlowe Viccellio), Van Hansis (Adrian Viccellio), Corey Feldman (Thorn), Jesslyn Unwin (Nora), Tom Lenk (Lucien).
- Ascolti USA: telespettatori 3 280 000[3].
- Nota. È il dodicesimo episodio privo di flashback iniziale.

## Una coppia di supereroi
- Titolo originale: The Amazing Psych Man and Tap-Man, Issue #2
- Diretto da: Mel Damski
- Scritto da: Saladin K. Patterson

### Trama
1991: Shawn e Gus si recano a una convention di fumetti travestiti da supereroi; mentre Shawn indossa maschera e mantello, Gus si veste da ballerino di tip-tap inventandosi il costume di "Tap-Man".
2011: Da un po' di tempo a Santa Barbara si aggira un vigilante mascherato: la Mantide, il quale sembra deciso a mettere fine al cartello di trafficanti di droga dei Camino; ottenendo risultati di gran lunga superiori a quelli della polizia, cosa che provoca una grande ammirazione da parte di Jules, con la conseguente invidia di Shawn, il quale prende la caccia ai Camino come una sfida personale tra lui e la Mantide.
Durante le indagini però, per qualche inspiegabile motivo, la Mantide è sempre un passo avanti al "sensitivo", che arriva a sospettare sia il neo-trasferito agente Scott Raynolds. Proseguendo nell'investigazione tuttavia, Shawn resta sempre più affascinato dalla figura del supereroe, che scopre essere in realtà il giornalista Reginald Parker, e che aiuterà a sgominare in via definitiva il cartello di narcotrafficanti.
Concluso l'arresto però, Shawn si renderà conto che il vero motivo delle azioni compiute dall'uomo non era l'altruismo ma il desiderio di appropriarsi del denaro dei Camino. Compreso ciò, il ragazzo riesce a incastrare la Mantide e a farlo arrestare.
- Altri interpreti: Skyler Gisondo (Shawn da bambino), Carlos McCullers II (Gus da bambino), Sage Brocklebank (Buzz McNab), Joey McIntyre (Scott Raynolds), Miles Fisher (Reginald Parker/la Mantide).
- Ascolti USA: telespettatori 3 080 000[4].
- Nota. L'intero episodio è girato in uno stile grafico che omaggia la serie televisiva di Batman anni '60, con musiche a tema e onomatopee durante le scene di lotta. Oltretutto alla fine di ogni sequenza è posta una dissolvenza nella quale l'ultima scena viene riproposta in chiave fumettistica; anche la sigla è modificata in modo da risultare simile allo scorrere delle pagine di un fumetto.

## Shawn scende in campo
- Titolo originale: Dead Man's Curve Ball
- Diretto da: Mel Damski
- Scritto da: Bill Callahan

### Trama
1991: Shawn, lavorando come portamazze per la squadra di baseball dei Santa Barbara Seabirds, assiste il battitore Cal Eason fare un fuoricampo e afferma di voler diventare, un giorno, proprio come lui.
2011: Quando Grady Barret, storico allenatore di battuta dei Santa Barbara Seabirds, muore improvvisamente di infarto e nel suo corpo vengono trovate ingenti quantità di anfetamine, l'allenatore della squadra, Mel Hornsby, ricontatta il "sensitivo" chiedendogli risolvere il mistero dietro l'accaduto come favore in memoria dei vecchi tempi.
Al fine di investigare Shawn e Gus si fanno dunque assumere rispettivamente come allenatore e come mascotte della squadra. Il principale sospettato del ragazzo è inizialmente Izzy Jackson, giocatore arrogante e irrispettoso che la sera prima del suo decesso di era allenato con Barret e aveva, per sbaglio, scambiato la sua borraccia, contenente dopanti, con quella dell'allenatore provocandone involontariamente l'infarto.
Nel momento in cui Izzy viene trovato morto e Mel è accusato del suo omicidio, Shawn comprende però che il vero colpevole è Neil Stillman, l'assicuratore di Izzy, il quale avendo fornito al ragazzo un contratto milionario in caso passasse alla Major League senza sapere della sua incapacità sul campo, preoccupato di doverlo risarcire lo ha dapprima dopato di nascosto sperando che non passasse i controlli, e in seguito, fallito il tentativo, lo ha ucciso.
- Altri interpreti: Skyler Gisondo (Shawn da bambino), Kurt Fuller (Woody il coroner), Danny Glover (Mel Hornsby), Ken Luckey (Izzy Jackson), Michael Trucco (Cal Eason), Matt Kaminsky (Neil Stillman), Arleo Dordar (Ricky Fletcher), Ivan Wanis-Ruiz (Rodriguez), J.J. Makaro (Grady Barret), Wade Boggs (se stesso).
- Ascolti USA: telespettatori 2 450 000[5].

## È pazzo o no?
- Titolo originale: Shawn, Interrupted
- Diretto da: Andrew Bernstein
- Scritto da: Kell Cahoon

### Trama
1991: Per evitare di consegnare il progetto di metà trimestre, Shawn tenta di farsi passare per pazzo con l'infermiere della scuola ma, tornato a casa Henry scopre l'inganno e lo costringe a consegnare il lavoro il giorno successivo.
2011: Lassiter arresta il miliardario Bernie Bethel per l'omicidio della segretaria, Sheila Hanson. Al processo l'uomo fa tuttavia appello all'infermità mentale e viene ricoverato in un lussuoso ospedale psichiatrico. Al fine di smascherare l'inganno di Bethel, Shawn viene mandato sotto copertura nell'istituto come paziente, mentre Gus si finge inserviente.
Col proseguire delle indagini il "sensitivo" si convince che Bethel non stia affatto fingendo e persuade i compagni a muovere i sospetti in una nuova direzione. Nel frattempo però si realizza anche il peggiore incubo di Jules: lo staff dell'ospedale comincia a ritenere Shawn realmente affetto da schizofrenia paranoide.
I quattro detective scoprono infine che il vero assassino è il fratello di Bethel, David, intenzionato ad appropriarsi della fortuna di Bernie approfittandosi delle sue precarie condizioni mentali, scoperto dalla Hanson si è poi visto costretto a ucciderla facendo passare il miliardario fratello per colpevole.
Risolto il caso Shawn lascia l'ospedale e Bernie ha finalmente l'opportunità di curarsi realmente dai suoi squilibri psichici.
- Altri interpreti: Skyler Gisondo (Shawn da bambino), Brad Dourif (Bernie Bethel), Julianna Guill (Vivienne), Molly Ringwald (infermiera Lavanda McElroy), Matthew Harrison (Daniel Bethel), Lisa Ann Duruppt (infermiera Fleming), Nate Mooney (Wendell), Gerard Plunkett (dott. Elliot), Gerry Nairn (Philip Zuron), William Belleau (Spilungone), Andrew Coghlan (Collins), Sally Bishop (Sheila Hanson).
- Ascolti USA: telespettatori 2 460 000[6].
- Nota. L'episodio è un tributo a Qualcuno volò sul nido del cuculo.[senza fonte]

## Padre e figlia
- Titolo originale: In for a Penny...
- Diretto da: Mel Damski
- Scritto da: Todd Harthan

### Trama
1990: Durante il suo nono compleanno, la piccola Jules resta in disparte in attesa che si presenti il padre. Nonostante la madre la esorti a non contare sull'arrivo dell'uomo, essa lo attende paziente fino a sera. Questi tuttavia non si presenta, spezzando il cuore della figlia.
2011: Il giorno del trentesimo compleanno di Jules è alle porte e Shawn, nell'organizzarlo trova una lettera da parte di suo padre, Frank O'Hara, intenzionato a partecipare alla festa. All'idea di conoscere l'uomo Shawn è al settimo cielo, tuttavia Jules afferma di non volerlo in città definendolo "non presentabile". Scosso dall'affermazione Shawn si reca a Los Angeles insieme a Gus per contattare l'uomo e invitarlo a sorpresa alla festa della ragazza.
Shawn fraternizza rapidamente con Frank e scoprendo che non parla con sua figlia da quindici anni, lo convince a tentare di ricucire il loro rapporto e a seguirlo fino a Santa Barbara, tuttavia nel momento in cui comunica la notizia a Jules, questa furibonda rivela al "sensitivo" che suo padre è in realtà un truffatore.
Nel frattempo una banda di ladri praticamente inafferrabili fa evadere lo scassinatore Jimmy Fitz di prigione per mettere a segno un colpo all'annuale esposizione cittadina di monete antiche. Frank, su consiglio di Shawn, decide di dare assistenza al dipartimento per impedire il furto. Tuttavia nel corso delle indagini si lascia trasportare dalle vecchie abitudini e ruba di nascosto un penny da due milioni di dollari, obbiettivo della banda di ladri.
Shawn, dopo aver scoperto il fatto, convince Frank a ritornare sui suoi passi per il bene di Jules e l'uomo dunque fa ritrovare la refurtiva nell'appartamento del capo dei rapinatori, Chad Emig. Cosa che però porta la polizia ad approfondire le indagini facendo decadere le prove in loro possesso per via di un alibi dell'uomo. Esasperata Jules, compreso l'inganno del padre e del fidanzato, affronta Frank a viso aperto dicendo di non voler avere più nulla a che fare con lui, Frank rivela quindi alla figlia di essere sempre stato presente nei suoi momenti importanti, ma di essere rimasto nell'ombra poiché felice della nuova famiglia fornitale dal secondo matrimonio dell'ex-moglie, e convinto che la sua presenza sarebbe stata solo ingombrante; dunque mette in atto un piano che porta alla cattura in flagrante della banda di Emig.
Riappacificatosi con la figlia, Frank partecipa dunque alla sua festa di compleanno per la prima volta dopo anni di assenze. Colma di gioia, Jules ringrazia Shawn di ciò che ha fatto per lei e suo padre.
- Altri interpreti: Bailey Herbert (Jules da bambina), William Shatner (Frank O'Hara), Tanya Hubbard (Maryanne O'Hara), Marc Evan Jackson (Sheldon Gates), Christian Tessier (Chad Emig), Gerry South (Jimmy Fitz), Alex Rockhill (Kato), Darcey Johnson (Kevin Cargile).
- Ascolti USA: telespettatori 3 170 000[7].

## Ritorno alla natura
- Titolo originale: The Tao of Gus
- Diretto da: John Badham
- Scritto da: Tim Meltreger

### Trama
2011: Una bella hippy di nome Nicole si presenta al dipartimento di polizia dichiarando d'aver assistito a un omicidio in pieno giorno su una strada trafficata, data la scarsa credibilità della sua testimonianza tutti, incluso Shawn, si rifiutano di crederle, a eccezione di Gus che, sentendosi attratto dalla ragazza, decide di investigare trascinando l'amico con sé.
Nel momento in cui un misterioso attentatore mette in pericolo la vita di Nicole tuttavia, il "sensitivo", Jules e Lassiter si convincono della veridicità delle sue affermazioni. Dunque, mentre i due agenti rimangono a Santa Barbara a investigare, Shawn e Gus nascondono Nicole fuori città, nel luogo da cui proviene: una fattoria ospitante una setta di naturalisti che conducono uno stile di vita non violento sotto la guida dell'austero Eli.
Il quartetto di investigatori, tramite indagini separate, scopre che l'uomo visto assassinare da Nicole è un agente degli affari interni di nome Dan Cooper; scoperta a seguito della quale Shawn si rende conto che l'omicida altri non è che Eli, il quale, avendo fatto firmare a ogni membro della sua setta un documento per la cessione dei propri beni, era intenzionato a fuggire all'estero ma, le indagini del poliziotto lo avevano messo alle corde fino a costringerlo a ucciderlo.
Risolto il caso con l'arresto di Eli, la setta si scioglie e Nicole progetta di partire per l'India proponendo a Gus di seguirla, l'uomo però si rifiuta comprendendo di non riuscire a convivere con lo spirito libero della ragazza.
- Altri interpreti: Diora Baird (Nicole), Carlos Jacott (Geoff), Diedrich Bader (Eli), Suzanne Krull (Dot), Jason Vaisvila (Milosh), David Richmond-Peck (March), Shawn Beaton (Pierce), Drew Taylor (Dan Cooper).
- Ascolti USA: telespettatori 2 700 000[8].
- Nota. È il tredicesimo episodio privo di flashback iniziale.

## Un weekend da adulti
- Titolo originale: Neil Simon's Lover's Retreat
- Diretto da: Brad Turner
- Scritto da: Carlos Jacott

### Trama
2011: Shawn e Jules decidono di passare un romantico fine settimana in un centro termale a Ojai. Qui, i due fanno amicizia con Clive e Barbie Noble, una coppia di ladri che, dopo aver rapinato un uomo d'affari di nome Jerry Kincaid, ha deciso di prendersi una vacanza. Quando però Kincaid si presenta al centro termale, la coppia fuorilegge cambia i programmi e svaligia le stanze degli altri ospiti per poi scappare.
Seppur infuriato per il furto, in particolare per il suo Nintendo DS, Shawn decide di lasciar perdere, come suggerito da Jules, per godersi la vacanza senza pensare al lavoro. Poco dopo però viene rinvenuto il cadavere di un imprenditore texano in una vigna poco distante e la coppia si occupa del caso, arrestando Clive e Barbie da lì a breve.
Interrogati i due, Shawn capisce però che non sono armati e, dopo aver appurato che il texano era interessato a comprare la vigna, scopre che il vero colpevole non è altri che Jerry Kincaid, il quale prima di essere derubato si stava recando sul luogo proprio per concludere l'acquisto della vigna e, trovatosi privo della liquidità necessaria a ribattere all'offerta del texano, l'ha ucciso per non farsi sfuggire l'affare.
Arrestato l'omicida con l'aiuto dei sopraggiunti Gus, Lassiter e Henry; Jules e Shawn si godono il resto della vacanza e, dopo aver fatto un giro in mongolfiera, il "sensitivo" si scusa con la detective per aver deluso le sue "alte aspettative" sul fine settimana: ovvero una proposta di matrimonio; Jules in risposta afferma di non avere alcun'aspettativa simile poiché convinta sia troppo presto, il ragazzo afferma di capire e concordare.
Intanto però, Gus ritira dalla polizia la refurtiva sottratta all'amico, tra cui il Nintendo DS, e, dopo aver sentito un rumore all'interno, lo apre e vi trova un anello di fidanzamento, comprendendo le intenzioni di Shawn il ragazzo resta senza parole.
- Altri interpreti: Tony Hale (Jerry Kincaid), Jennifer Finnigan (Barbie Noble), Jason Priestley (Clive Noble), Garry Chalk (Huston Ray), Arden Myrin (Chelsea), Serge Houde (proprietario della vigna).
- Ascolti USA: telespettatori 3 030 000[9].
- Nota. Questo è il quattordicesimo episodio privo di flashback iniziale.

## Indiana Shawn alla ricerca del tesoro segreto
- Titolo originale: Indiana Shawn and the Temple of the Kinda Crappy, Rusty Old Dagger
- Diretto da: Steve Franks
- Scritto da: Steve Franks

### Trama
1991: Durante il "funerale" della lucertola domestica del figlio, Henry incita Shawn a fare un breve elogio prima di seppellirla ma il ragazzo, incapace di accettare l'idea della morte, fugge in camera sua.
2011: Gus affronta Shawn sull'anello trovato nel suo Nintendo DS chiedendogli perché non gliene abbia parlato e se sia davvero pronto a sposarsi, il ragazzo afferma di non voler compiere a breve tale passo e lo rassicura che occorreva unicamente in caso capitasse il "momento perfetto" per fare la proposta a Jules.
Successivamente, al museo d'arte cittadino viene rubato un prezioso carico di artefatti appartenenti al defunto Harrison Yerden, ricco avventuriero che dall'età di trentadue anni ha viaggiato per il mondo recuperando opere considerate patrimonio dell'umanità. Al fine di recuperarle Psych si rivolge a Despereaux, fuori di prigione in attesa di ricorso in appello.
Scoperta l'artefice del furto, Jaqueline Medeiros, tuttavia, Despereaux muore durante un inseguimento in barca. Sebbene inizialmente incapace di accettare l'evento, Shawn si convince infine che l'amico sia davvero deceduto e decide, per onorarne la memoria, di ritrovare il reale oggetto del desiderio di Jaquelin: la "Collezione segreta di Yerden", costituita dai tesori più preziosi del magnate e considerata in parte leggenda.
Indagando, il finto sensitivo e il suo assistente, scoprono che l'antica daga facente parte del carico d'artefatti rubati è in realtà la chiave per localizzare la leggendaria collezione sotto il giardino della residenza Yerden, trovato il luogo i due vengono raggiunti da Jaqueline, intenzionata a ucciderli per appropriarsi del tesoro, ma sono soccorsi da Despereaux, il quale ha finto la sua morte unicamente per sfuggire all'ergastolo.
Consegnata la Medeiros alla giustizia, i tesori più preziosi di Yerden si scoprono essere i sei quadri da lui stesso realizzati, ricompensa ironica per una "caccia al tesoro" dove egli non era il cacciatore ma il premio finale.
Nella scena finale tuttavia Despereaux, datosi nuovamente alla macchia, porta con sé uno dei sei quadri e, rimossa la superficie scopre esservi celato un Rembrandt originale.
- Altri interpreti: Skyler Gisondo (Shawn da bambino), Kurt Fuller (Woody il coroner), Cary Elwes (Pierre Despereaux), Mädchen Amick (Jaqueline Medeiros), John Rhys-Davies (Christopher Holm), Lindsey Stoddart (Patience), Laurie Murdoch (Avvocato).
- Ascolti USA: telespettatori 2 460 000[10].
- Curiosità: l'episodio, che in originale dura 50:14 minuti, nella trasmissione su Joi ha subito tagli per un totale di 9:02 minuti, tra le scene tagliate figura anche il flashback iniziale. Inoltre, l'episodio è un chiaro omaggio a Indiana Jones[11].

## Trappola per Lassie
- Titolo originale: Heeeeere's Lassie
- Diretto da: James Roday
- Scritto da: Todd Harthan e Tim Meltreger

### Trama
2011: Dopo che il precedente inquilino vi si suicida, Lassiter acquista l'appartamento 536 del Prospect Gardens in vista dell'imminente scarcerazione di Marlowe, nel momento in cui iniziano ad avvenire fatti inspiegabili il detective assume Shawn e Gus per indagare quale possa essere la causa del presunto disturbo paranormale.
Col proseguimento del caso le prove di quanto Lassiter sostiene di aver visto cominciano a venire meno, fatto che, unito agli insoliti atteggiamenti assunti dall'investigatore dal trasferimento nel nuovo condominio e alle numerose storie di suicidi relative al locale porta i due detective a credere che la sanità mentale dell'uomo stia cominciando a venir meno.
Il finto sensitivo svela infine tuttavia che la vera colpevole dietro la presunta follia di Lassiter è Amy, inquilina dell'appartamento 537 affetta da disturbo del rigetto acuto che, infatuatasi dei due precedenti inquilini del 536 li ha assassinati portandoli al suicidio dopo averli drogati e, temendo che l'ispettore la smascherasse, ha fatto lo stesso con lui.
Risolto il caso, Shawn contatta Frank O'Hara, di ritorno dalla Tanzania, per chiedergli la mano della figlia Jules qualora in un prossimo futuro decidesse di farle la proposta di matrimonio. Il truffatore dichiara che ci penserà su poiché, pur andandogli a genio Shawn, esso rimane un uomo troppo simile a lui, ovvero il tipo di persona che non avrebbe mai voluto sposasse sua figlia.
- Altri interpreti: Sage Brocklebank (Buzz McNab), Kurt Fuller (Woody il coroner), William Shatner (Frank O'Hara), Louis Gossett Jr. (Lloyd Marr), Sara Rue (Amy Alleris), Eric Gibson (Thurman), Michael Hogan (Ed Farrow), Tyrell Herrmann (Tony Farrow), Valorie Curry (Rose-Marie Farrow), Joyce Robbins (Beatrice Turkle), Jacqueline Robbins (Birdie Turkle), John Tierney (Art).
- Ascolti USA: telespettatori 2 860 000[12].
- Curiosità: è il quindicesimo episodio privo di flashback iniziale, ed è un tributo al film Shining, di Stanley Kubrick[11]. La stessa sigla iniziale riprende immagini e atmosfere della scena in cui Danny fa il giro dei corridoi dell'Overlook Hotel in sella a un triciclo.

## Shawn e la ragazza del reality
- Titolo originale: Shawn and the Real Girl
- Diretto da: Timothy Busfield
- Scritto da: Andy Berman

### Trama
2011: A seguito del tentato omicidio di un concorrente del reality show chiamato "Paths of Love" Shawn e Gus vanno a loro volta sotto copertura come concorrenti nel tentativo di scoprire qualcosa. Nello show vari uomini competono per conquistare il cuore di una donna, Melinda, che tutti avrebbero potuto incontrare in circostanze diverse.
Proseguendo le indagini, Shawn viene involontariamente notato sempre di più da Melinda arrivando anche alla vittoria, cosa che provoca una grande e progressiva gelosia da parte di Jules. Successivamente il finto sensitivo si ritira in favore dell'altro concorrente, Danny, l'unico a essere realmente innamorato di lei.
Parallelamente rivela che il colpevole dei vari sabotaggi è Hank, il cameraman nonché reale ideatore dello show, infuriato col produttore per essersi preso tutto il merito e averlo tagliato fuori dai guadagni e dalla celebrità.
- Altri interpreti: Sage Brocklebank (Buzz McNab), Lindsay Sloane (Melinda), Lochlyn Munro (Steve Langford), Greg Grunberg (Jay Gianukos), Corey Sevier (Brody), Wayne Brady (Hilton Fox), Tyronne L'Hirondelle (Hank il cameraman), The Miz (Mario), Derek Richardson (Danny Smith).
- Ascolti USA: telespettatori 2 570 000[13].
- Nota. È il sedicesimo episodio privo di flashback iniziale, e oltre che una parodia del reality show statunitense The Bachelorette, è il secondo episodio, dopo La piastrina di riconoscimento, dove un personaggio fa riferimento al fatto di trovarsi in una serie TV.

## Lotta alle gang
- Titolo originale: Let's Doo-Wop It Again
- Diretto da: Jay Chandrasekhar
- Scritto da: Saladin K. Patterson e Kell Cahoon

### Trama
2011: Dopo essersi esibito assieme a Gus, Tony e il fratello di questi, Drake, in uno spettacolo di canto a cappella per la festa di un ente benefico per giovani a rischio, il "Right Now", Shawn ha un malore e viene ricoverato all'ospedale per una appendicectomia.
Parallelamente a ciò, Deacon Jones, il fondatore dell'ente, viene quasi ucciso con un colpo di pistola, motivo per cui Gus, Tony e Drake decidono di investigare per scoprirne il colpevole mentre il "sensitivo", costretto a letto, presta assistenza alle indagini da dietro le quinte.
Per investigare Lassiter, si accorda con Marlowe per farle estorcere informazioni da una compagna carcerata capo di una delle gang avverse a Deacon. Espediente che le fa ottenere una riduzione di pena.
Nonostante l'infortunio e i contrattempi, Shawn riesce tuttavia a identificare il vero colpevole in Jimmy Brigham, titolare di una agenzia di sorveglianza che ha visto i suoi guadagni diminuire sensibilmente a causa dell'operato di redenzione di Jones sui giovani, che rendendo più sicure le strade rendeva il suo lavoro obsoleto.
- Altri interpreti: Sage Brocklebank (Buzz McNab), Kurt Fuller (Woody il coroner), Kristy Swanson (Marlowe Viccellio), Jaleel White (Tony), Mekhi Phifer (Drake), Liza Lapira (Tina), Cheech Marin (Deacon Jones), Jerry Rector (Jimmy Brigham), Michael Mando (Chuy), Teresa Lopez (Lil Sis).
- Ascolti USA: telespettatori 2 730 000[14].
- Nota. È il diciassettesimo episodio privo di flashback iniziale, oltre a essere il secondo in cui la sigla iniziale è cantata a cappella dai Boyz II Men dopo Addio gioventù.

## Un'insolita autopsia
- Titolo originale: Autopsy Turvy
- Diretto da: Jennifer Lynch
- Scritto da: Andy Berman e James Roday

### Trama
2011: Dopo che Grace Larsen, un'impresaria di pompe funebri ed ex-compagna di studi di Woody, porta alla luce un errore del medico legale sull'esecuzione di un'autopsia, insinuando il dubbio che quello che egli ha dichiarato vittima di un incidente stradale sia in realtà stato assassinato, il capo Vick sospende il bizzarro coroner in attesa vengano trovati elementi volti a determinare le reali cause del decesso..
Per aiutare l'amico, Shawn e Gus decidono di indagare a loro volta, aiutati, oltre che da Jules, Lassiter e Henry, anche da Whip Chatterly, un bibliotecario esperto di omicidi tanto zelante da far loro sospettare sia in qualche modo coinvolto, infatti la sua libreria è vicina al luogo dell'incidente.
Apparentemente i sospetti dei detective sull'esperto di omicidi sembrano essere confermati dal progressivo emergere di prove che culmina col ritrovamento del cadavere di Whip, che apparentemente si è suicidato e una sua confessione scritta.
Shawn, poco convinto, trova un messaggio vocale di Whip e tornando nella libreria e trovando il sistema delle telecamere interne, scopre che negli ultimi tempi veniva sempre in libreria una persona con un grosso cappello da nascondere la sua identità, i due detective cercano i libri consultati dalla persona misteriosa e scoprono che mancano pezzi di pagine, che Woody trova nella bocca di Whip. Shawn dal tick del tizio misterioso capisce che la vera omicida è Grace, la quale, invidiosa di Woody e della sua bravura, che le ha stroncato la carriera offuscandone il talento, ha manomesso il cadavere per simulare l'errore di modo da aprire l'indagine facendo ricadere la colpa su Whip, vittima ideale a causa delle sue fissazioni e infangare la reputazione di Woody, che intanto ha trovato le pagine strappate nel corpo di Whip, Grace però lo tiene sottotiro rivelando tutto compreso che quei fogli sono la prova contro di lei, in quanto hanno il suo DNA, ma Jules, Lassiter e il resto degli agenti (avvisati molto probabilmente da Shawn) la fermano
Arrestata la donna, il nome dello stravagante coroner viene totalmente riabilitato.
- Altri interpreti: Kurt Fuller (Woody il coroner), French Stewart (Whip Chatterly), Kate Micucci (Penny Chalmers), Glenne Headly (Grace Larsen), Jocelyne Loewen (Sandy), Ashley Hand (Ella), Jill Morrison (Maud), CJ Jackman-Zigante (Mom Singh), Eck Stone (proprietario), Andy Berman (Singh), Carey Feehan (marinaio numero 1), Hamza Adam (marinaio numero 2).
- Ascolti USA: telespettatori 2 360 000[15].
- Nota. È il diciottesimo episodio privo di flashback iniziale, ed è l'esordio alla regia di una serie televisiva di Jennifer Lynch.

## Scheletri nell'armadio
- Titolo originale: True Grits
- Diretto da: Reginald Hudlin
- Scritto da: Saladin K. Patterson

### Trama
2011: Thane, un esuberante cuoco del sud, viene fatto uscire di prigione dopo avervi passato tre anni per un crimine che non ha commesso e assume Shawn e Gus per trovare il vero colpevole. L'entusiasmo del "sensitivo" per il nuovo caso si spegne tuttavia non appena emerge che a seguire le indagini che incriminarono Thane fu Jules.
Nonostante inizialmente cerchino di approcciarsi alle indagini in modo maturo pur avendo prospettive divergenti, Shawn e Jules finiscono per litigare e trasformare il caso in una competizione infantile. Appianate le divergenze tuttavia scoprono che il vero colpevole è Carl Dozier, sosia di Thane, che negli anni non è mai stato arrestato poiché coperto dal padre, Fred, preoccupato della possibilità che l'arresto del figlio facesse emergere la sua colpevolezza in un omicidio commesso trent'anni prima.
Non appena Shawn rivela del fatto a Carl, questi si fa arrestare per non essere complice del genitore, e Thane riceve il risarcimento danni dallo stato per l'ingiusta condanna.
- Altri interpreti: Sage Brocklebank (Buzz McNab), Anthony Anderson (Thane Woodson), Rob Benedict (Terry Mandlebaum), Mark Docherty (reporter), Patrick Gallagher (Mercer), Michael Vairo (Derrick Pool), Stoney Jackson (Fred Dozier), James Earl (Carl Dozier), Sharon Taylor (Jasmine Richards).
- Ascolti USA: telespettatori 2 640 000[16].
- Nota. È il diciannovesimo episodio privo di flashback iniziale.

## La verità è un fardello pesante
- Titolo originale: Santabarbaratown
- Diretto da: David Crabtree
- Scritto da: Bill Callahan

### Trama

I colleghi di Henry durante gli anni novanta; da sinistra: Lou Gamble, Henry Spencer, Jerry Carp e Jack Atwater.

1991: Henry torna a casa dopo una giornata di duro lavoro assieme al suo partner Lou e Shawn, andando contro l'ammonimento paterno, si fa raccontare del caso che stanno seguendo in quei giorni: la scomparsa di Veronica Towne.
2011: Dopo oltre vent'anni il cadavere di Veronica Towne viene ritrovato assieme a Ellis Beaumont, il padre dell'uomo anni prima sospettato di averla uccisa. Henry, per onorare il partner Lou, morto di infarto nel 2007, decide di riaprire il caso con il consenso della Vick; che per le indagini decide di avvalersi anche di Shawn e Gus.
Col proseguimento delle indagini il "sensitivo" comincia a ricevere minacce di morte anonime e, terrorizzato dall'idea che il suo stalker possa fare del male a Jules si trasferisce da lei fino a quando le indagini saranno concluse.
Grazie al monitoraggio telefonico di Lassiter, il persecutore di Shawn viene rivelato essere Jack Atwater, un vecchio amico di Henry e suo collega al dipartimento che, assieme a Lou, lavorava per Ellis Beaumont come corriere della cocaina. I due, nel momento in cui questi mise incinta Veronica ed essa minacciò di rivelare tutto, insabbiarono l'omicidio e nascosero il corpo.
Anni dopo però, la figlia di Ellis e Veronica, Daliah, arrivata in città per indagare sulla morte della madre dopo aver scoperto la sua parentela con essa, comprende chi è il suo assassino e si fa giustizia da sola sparandogli e gettandone il cadavere nella stessa fossa di Veronica.
Chiuso il caso e arrestata Daliah, Shawn e Jules, convinti dal tempo trascorso sotto lo stesso tetto decidono di perdurare la convivenza; mentre Henry, deluso dai vecchi compagni, lascia definitivamente il dipartimento per godersi la pensione e passare più tempo col figlio.
Date le dimissioni, l'uomo contatta l'ultimo dei suoi vecchi colleghi, Jerry, e gli rivela la verità sui due compagni d'indagini scoprendolo a sua volta coinvolto nel fatto, cosa che porta il vecchio amico a sparargli in pieno petto per metterlo a tacere.
- Altri interpreti: Skyler Gisondo (Shawn da bambino), Sage Brocklebank (Buzz McNab), Kurt Fuller (Woody il coroner), Tom Pickett (Lou Gamble), Jerry Wasserman (Jack Atwater), Max Gail (Jerry Carp), Amanda Schull (Daliah Towne/Thea Summers), Rob Estes (Jordon Beaumont), Marshall Caplan (Ellis Beaumont), BJ Harrison (Bea Gamble), Lolita Davidovich (Ida Lane), John R. Taylor (dott. Rudolph May).
- Ascolti USA: telespettatori 2 710 000[17].